# Hunting High and Low
Hunting High and Low é o álbum de estreia da banda norueguesa A-ha, lançado em 1 de junho de 1985 pela Warner Bros. Records.
O álbum foi um enorme sucesso comercial, vendendo mais de 10 milhões de cópias em todo o mundo. Alcançou as posições #2 na UK Albums Chart (Reino Unido) e #15 na Billboard 200 (Estados Unidos). O álbum foi gravado no Eel Pie Studios, em Twickenham, e foi produzido por Tony Mansfield, John Ratcliff e Alan Tarney.
Ao total, cinco singles do álbum foram lançados, apesar de nem todas terem sido lançadas no mundo todo: Take On Me, Love Is Reason, The Sun Always Shine on T.V., Train of Thought e Hunting High and Low. Com isso, o grupo teve uma indicação no Grammy Awards de 1986 na categoria de Melhor Revelação (foi a primeira banda da Noruega a receber tal indicação) e ganhou 8 prêmios do MTV Video Music Awards (VMA) de 1986, sendo a banda mais premiada daquela cerimônia.
Como parte de um relançamento de seus primeiros dois álbuns, Hunting High and Low obteve uma versão estendida e remasterizada em 2010.

## Álbum
Take On Me foi o primeiro single lançado pela banda. Uma versão foi gravada e lançada antecipadamente no final de 1984, juntamente com um videoclipe. A canção atingiu a terceira posição nas paradas musicais da Noruega, mas falhou nas paradas do Reino Unido. A banda retornou para o estúdio e regravou a canção para o álbum Hunting High and Low, mas ao ser novamente lançada no Reino Unido a versão foi novamente ignorada. Antes de lançarem o single nos Estados Unidos, a banda resolveu investir na produção de um novo videoclipe para a canção, trabalhando agora com o diretor Steve Barron. Barron já havia dirigido outros videoclipes de bandas como Toto, Thomas Dolby, Culture Club e Michael Jackson, mas a produção feita para A-ha obteve como resultado uma arte totalmente incomum quanto aos seus trabalhos anteriores; o roteiro do vídeo se resumia a uma história animada em live-action e em estilo de rotoscopia realizada pelo casal Michael Patterson e Candace Reckinger, que se inspiraram nos filmes Commuter e Altered States para criar as animações. O videoclipe inovador de Take On Me foi exibido pela primeira vez através do canal musical V-66, e logo passou a ser transmitido com frequência na MTV. O vídeo de Take On Me foi indicado em oito categorias no MTV Video Music Awards de 1986, e na cerimônia de 5 de setembro do mesmo ano, o vídeo ganhou seis prêmios, incluindo Artista Revelação e Escolha do Público.
O single apareceu pela primeira vez na Billboard na semana do dia 19 de outubro de 1985 e estava se consolidando no Top 20 dos Estados Unidos quando ganhou lançamento internacional, incluindo um segundo lançamento na Noruega e um terceiro investimento no mercado do Reino Unido. O single atingiu a primeira posição na Billboard Hot 100 nos Estados Unidos, permanecendo nas paradas por 2 semanas e se tornando o 10º maior single de 1985, enquanto nesse meio tempo também atingia a segunda posição no Reino Unido e a primeira posição na Noruega. Ao total, a canção alcançou a primeira posição nas paradas de 36 países, se tornando um dos singles com maior registro de venda de todos os tempos, com quase 9 milhões de cópias vendidas.
O segundo single lançado em grande parte do mundo foi The Sun Always Shines on TV e a banda seguiu com seu grande sucesso de público e crítica com mais um videoclipe bem sucedido lançado no mercado. No videoclipe, Morten Harket canta com o restante da banda numa performance entre manequins numa igreja rural de Teddington, que se tornou uma galeria de arte. The Sun Always Shines on TV alcançou maior sucesso no Reino Unido em comparação ao single anterior, atingindo e permanecendo na primeira posição das paradas por 2 semanas, em janeiro de 1986. A canção ficou entre as dez canções mais tocadas em quase todos os lugares em que foi lançada, exceto nos Estados Unidos, em que atingiu a vigésima posição e seria o último grande sucesso da banda no país até aquela data. O single vendeu 5 milhões de cópias no mundo todo. A canção ainda foi remixada com uma versão dançante, que atingiu o Top 5 do U.S. Dance Chart e se tornou lado B do single e remix da canção inédita Driftwood.
Train of Thought foi o terceiro single a ser lançado em versão limitada na Europa. Ele não foi lançado como single ' nos Estados Unidos, mas recebeu uma versão para rádio e um conjunto de remixes. Waaktaar inspirou-se em autores e poetas existencialistas para escrever a letra da canção, como Gunvor Hofmo, Knut Hamsun e Fiódor Dostoiévski, seus favoritos na época. Este foi o terceiro single da banda a entrar no Top 10 do Reino Unido e Irlanda, alcançando também a oitava e quinta posição respectivamente, e também alcançando boas colocações na Alemanha e Suécia. No total, o single vendeu 500.000 cópias no mundo todo.
O último single do álbum foi Hunting High and Low, lançado em junho de 1986. O single alcançou sua melhor colocação na França, onde alcançou a quarta posição, e no Reino Unido, em que alcançou a quinta posição. Foi lançado também nos Estados Unidos, mas não entrou nas paradas da Billboard Hot 100. Uma versão estendida foi disponibilizada no formato 12' em vinil, mas sem atingir novas colocações nas paradas.
Coldplay, uma banda influenciada por A-ha, é conhecida também por interpretar Hunting High and Low em seus shows.
A fotografia da capa do álbum foi tirada por Just Loomis e foi indicada ao Grammy Awards de 1986 na categoria Melhor Capa de Disco.

## Lançamento e recepção
Hunting High and Low foi um dos álbuns de maior sucesso da banda. Após seu lançamento em 1985, o álbum teve boas colocações nas paradas dos álbuns da Billboard Top 200 e foi esse álbum também que garantiu à banda um reconhecimento internacional. O álbum ganhou 3 discos de platina no Reino Unido, 1 disco platina nos Estados Unidos e Alemanha e 1 disco de ouro no Brasil e na Holanda.
O álbum alcançou a décima quinta posição nos Estados Unidos de acordo com as paradas da Billboard e vendeu mais de 1,8 milhões no mesmo país. Alcançou a segunda posição nas paradas do Reino Unido e a primeira posição na Noruega.
Tim DiGravina, do guia AllMusic, disse: "É um álbum coeso, com mudança inteligentes de ritmo e que raramente falha para com as necessidades de encantar ou satisfazer dos ouvintes do synth pop... não se pode negar que Hunting High and Low é um produto da década de 1980, mas com peças como Take On Me e The Sun Always Shines on TV e sem outros pontos negativos, a estreia de A-ha é um deleite digno de saborear." 

## Turnê
Em junho de 1986, a banda começou uma turnê mundial que se estendeu até fevereiro de 1987. A banda nunca tinha planejado um único show, até Take On Me atingir a primeira posição na América; logo, foram iniciadas viagens por 16 países, 113 cidades e incontáveis entrevistas e aparições em programas de televisão.

## Faixas
1. Take on Me (Waaktaar/Furuholmen/Harket) - 3:48
2. Train of Thought (Waaktaar) - 4:14
3. Hunting High and Low (Waaktaar) - 3:45
4. The Blue Sky (Waaktaar) - 2:36
5. Living a Boy's Adventure Tale (Waaktaar/Harket) - 5:00
6. The Sun Always Shines on TV (Waaktaar) - 5:08
7. And You Tell Me (Waaktaar) - 1:51
8. Love is Reason (Furuholmen) - 3:04
9. I Dream Myself Alive (Waaktaar/Furuholmen) - 3:06
10. Here I Stand and Face the Rain (Waaktaar) - 4:30

### Remasterização de 2010

#### Disco 1
1. Take on Me (Waaktaar/Furuholmen/Harket) - 3:48
2. Train of Thought (Waaktaar) - 4:14
3. Hunting High and Low (Waaktaar) - 3:45
4. The Blue Sky (Waaktaar) - 2:36
5. Living a Boy's Adventure Tale (Waaktaar/Harket) - 5:00
6. The Sun Always Shines on T.V. (Waaktaar) - 5:08
7. And You Tell Me (Waaktaar) - 1:51
8. Love is Reason (Furuholmen) - 3:04
9. I Dream Myself Alive (Waaktaar/Furuholmen) - 3:06
10. Here I Stand and Face the Rain (Waaktaar) - 4:30
11. Take On Me (versão original de 1984 - ')
12. The Sun Always Shines on TV (extended mix)
13. Train of Thought (U.S. Mix)
14. Hunting High and Low (extended remix)

#### Disco 2
1. Take On Me (demo)
2. Train of Thought (demo)
3. Hunting High and Low (demo)
4. The Blue Sky (demo)
5. Living a Boy's Adventure Tale (demo)
6. The Sun Always Shines on T.V. (demo)
7. And You Tell Me (demo)
8. Love Is Reason (demo)
9. I Dream Myself Alive (demo)
10. Here I Stand and Face the Rain (demo)
11. Stop! And Make Your Mind Up
12. Driftwood
13. Dot the I
14. The Love Goodbye
15. Nothing to It
16. Go to Sleep
17. Monday Mourning
18. All the Planes That Come In on the Quiet
19. Never Never
20. What's That You're Doing to Yourself
21. You Have Grown Thoughtful Again
22. Lesson One (versão demo de Take On Me, gravada no outono de 1982)
23. Presenting Lily Mars

#### Faixas bônus
1. The Sun Always Shines on T.V. (versão estendida)
2. Take On Me (instrumental mix)
3. Hunting High and Low (slow version demo)
4. Take On Me (1984 12' Mix)

## Integrantes

### Banda
- Morten Harket – vocal
- Magne Furuholmen – teclado, vocal
- Pål Waaktaar – guitarra, vocal

### Colaboradores
- Claire Jarvis - oboé (faixa 05)
- Bobby Hata - masterização
- John Ratcliff - produção, remixamento, teclado e vocal de apoio (faixa 08)
- Alan Tarney - produção (faixas 01 e 06)
- Tony Mansfield - produção (faixas 02 a 05, 0, 09 e 10)
- Jeffrey Kent Ayeroff - direção de arte, design
- Neill King - engenharia
- Jeri McManus - direção de arte, design de capa
- Bob Ludwig - masterização
- Just Loomis - fotografia

## Posições

### Álbum
| Parada musical                  | Melhor posição |
| ------------------------------- | -------------- |
| Suíça - Schweizer Hitparade     | 10             |
| Áustria - Ö3 Austria Top 40     | 1              |
| Suécia - Sverigetopplistan      | 1              |
| Noruega - VG-lista              | 1              |
| Alemanha - Media Control Charts | 10             |
| Estados Unidos - Billboard 200  | 15             |
| Reino Unido - UK Albums Chart   | 2              |
| Itália - FIMI                   | 1              |
| Canadá - Canadian Albums Chart  | 12             |

| Ano  | Single                          | Parada            | Posição |
| ---- | ------------------------------- | ----------------- | ------- |
| 1985 | "Take on Me"                    | Billboard Hot 100 | 1       |
| 1985 | "Take on Me"                    | Noruega           | 1       |
| 1985 | "Take on Me"                    | Suécia            | 1       |
| 1985 | "Take on Me"                    | Áustria           | 1       |
| 1985 | "Take on Me"                    | Suíça             | 1       |
| 1985 | "Take on Me"                    | Alemanha          | 1       |
| 1985 | "Take on Me"                    | Itália            | 1       |
| 1985 | "Take on Me"                    | Reino Unido       | 2       |
| 1985 | "Take on Me"                    | Irlanda           | 2       |
| 1985 | "Take on Me"                    | França            | 3       |
| 1985 | "The Sun Always Shines on T.V." | Billboard Hot 100 | 20      |
| 1985 | "The Sun Always Shines on T.V." | Noruega           | 2       |
| 1985 | "The Sun Always Shines on T.V." | Suécia            | 2       |
| 1985 | "The Sun Always Shines on T.V." | Áustria           | 8       |
| 1985 | "The Sun Always Shines on T.V." | Suíça             |         |
| 1985 | "The Sun Always Shines on T.V." | Reino Unido       | 1       |
| 1985 | "The Sun Always Shines on T.V." | Irlanda           | 1       |
| 1985 | "The Sun Always Shines on T.V." | França            | 10      |
| 1985 | "The Sun Always Shines on T.V." | Alemanha          | 5       |
| 1985 | "The Sun Always Shines on T.V." | Itália            | 11      |
| 1986 | "Train of Thought"              | Reino Unido       | 8       |
| 1986 | "Train of Thought"              | Irlanda           | 5       |
| 1986 | "Train of Thought"              | Alemanha          | 14      |
| 1986 | "Hunting High and Low"          | Reino Unido       | 5       |
| 1986 | "Hunting High and Low"          | Irlanda           | 4       |
| 1986 | "Hunting High and Low"          | Noruega           | 10      |
| 1986 | "Hunting High and Low"          | França            | 4       |
| 1986 | "Hunting High and Low"          | Áustria           | 24      |
| 1986 | "Hunting High and Low"          | Alemanha          | 11      |
| 1986 | "Hunting High and Low"          | Itália            | 10      |